# Microtrichalus communis
Microtrichalus communis – gatunek chrząszcza z rodziny karmazynkowatych i podrodziny Lycinae.
Gatunek ten opisany został w 1879 roku przez Charlesa Owena Waterhouse'a jako Trichalus communis. Do rodzaju Microtrichalus został przeniesiony w 1998 roku przez Ladislava Bocáka.
Chrząszcz o ciele długości od 6,3 do 7,8 mm. Ubarwienie czarne do smoliście brązowego z jaśniejszym przedtułowiem i śródtułowiem oraz żółtymi: przedpleczem, tarczką i przednimi 4/5 pokryw. Odległość między oczami z przodu większa od ich średnicy.
Gatunek orientalny, szeroko rozprzestrzeniony w Azji Południowo-Wschodniej, notowany m.in. z filipińskiej wyspy Palawan oraz indonezyjskich Sumatry i Jawy.